# Ion Flueraș
Ion vagy Ioan Flueraș vagy Fluieraș (Kerülős, 1882. november 2. – Szamosújvár, 1953. június 7.) román szociáldemokrata politikus.
Görögkatolikus parasztcsaládban született. Pankotán kitanulta a kerekes mesterséget, 1901-ben mestervizsgát tett, és Aradon kezdett dolgozni. Ugyanekkor belépett a Magyarországi Szociáldemokrata Pártba. 1902 tavaszán a pankotai Sulkowski-uradalomhoz szegődött, de miután az uradalom egy ízben késedelmesen fizette ki munkásait és emiatt sztrájkot szervezett, elbocsátották. Az év végén Budapesten telepedett le, ahol szakszervezetében könyvtárosnak választották. Itt ismerkedett meg a szocialista irodalommal. Az 1905-ös sikeres sztrájkot követően, mint a sztrájkbizottság tagját elnökévé választotta a kocsigyártók szakszervezete. Ezzel ő lett a kettős monarchia első román nemzetiségű szakszervezeti vezetője. 1906-tól a Magyarországi Szociáldemokrata Párt román szekciójának központi bizottságában a propaganda- és sajtóügyekért felelt. Közben 1906–1907-ben néhány hónapig egy bukaresti kocsigyártó műhelyben dolgozott.
1910-ben pártja képviselőjelöltjeként indult a kisjenői választókerületben. 1911-től 1914-ig szerkesztette az Adevărul / Glasul Poporului című, román nyelvű szocialista havi-, majd hetilapot. 1914-től a csepeli repülőgépgyárban dolgozott. 1917-ben feleségül vette Mészáros Ilonát.
1918 őszén Iosif Jumancával együtt vezette a szociáldemokrata párt addigra önállósult román szekciójának tárgyalásait a Román Nemzeti Párttal. Alelnökként részt vett az 1918-as gyulafehérvári gyűlésen. 1918 és 1920 között az erdélyi kormányzótanácsban (Consiliul Dirigent) az egészségügyi tárcát vezette. 1918 decemberében, a bukaresti általános sztrájk után, békítő szándékkal találkozott I. Ferdinánd királlyal és Ion I. C. Brătianuval. 1919. augusztus 4-én Iosif Jumancával együtt kilépett a kormányzótanácsból, mivel az új erdélyi választójogi törvény nem rendelkezett megfelelően a nők szavazati jogáról, valamint a nemzeti kisebbségek képviseletéről. 1920-ban Románia párizsi békeküldöttségének tagja volt. Ugyanazon év nyarán részt vett a Komintern második kongresszusán, ahol Buharin és Rakovszkij élesen bírálták Nagy-Románia támogatása miatt. Visszatérése után kizárták a szovjetbarát Román Szocialista Pártból. Részt vett a Román Szociáldemokrata Párt megalakításában.
1922-ben Bukarestben telepedett le, és a Tribuna Socialistă című lapot szerkesztette. 1926-tól 1938-ig, a szakszervezetek betiltásáig az Általános Munkás Szakszervezet elnöke volt. 1928-ban a Nemzeti Parasztpárt listáján indult az országgyűlési választásokon. 1938, a királyi diktatúra bevezetése után részt vett a fölállított korporációkban. 1941-ben, a Vasgárda felkelésének leverésekor gratuláló táviratot küldött Ion Antonescu marsallnak. A második világháború fennmaradó részét visszavonultságban töltötte. 1945-ben újjáalakította a Román Szociáldemokrata Pártot, amelyet 1946-ban betiltottak.
1948-ban hazaárulásért tizenöt év börtönre ítélték. 1953. június 7-én meggyilkolták a szamosújvári börtönben.